# Het Gooi
Het Gooi (o, abbreviato: 't Gooi; pron.:/ ([ət ˈxoːi]), conosciuta anche come Gooiland, è una regione non amministrativa del nord-ovest dei Paesi Bassi, situata nella parte sud-orientale della provincia dell'Olanda Settentrionale, al confine con la provincia di Utrecht.. Insieme alla vicina regione di Vechtstreek forma il territorio denominato Gooi e Vechtstreek.

## Geografia fisica
La regione comprende i comuni di Blaricum, Gooise Meren, Hilversum, Huizen, Laren.
Spesso vengono inclusi nella regione di Gooi anche i comuni di Weesp e Wijdemeren, che però fanno parte più propriamente della regione di Vechtstreek.
Nella regione si trova il lago chiamato Gooimeer ("lago del Gooi"). Il punto più elevato è rappresentato dal Tafelberg, che si erge sino a 34 m s.l.m.

## Origini del nome
Il toponimo Gooi deriva dal termine gouw, che significa "striscia di terra", "regione".

## Geologia
Il territorio si formò nella tarda era glaciale.
Circa 200.000 anni fa il territorio era costituito da laghi, fiumi e paludi.

## Storia

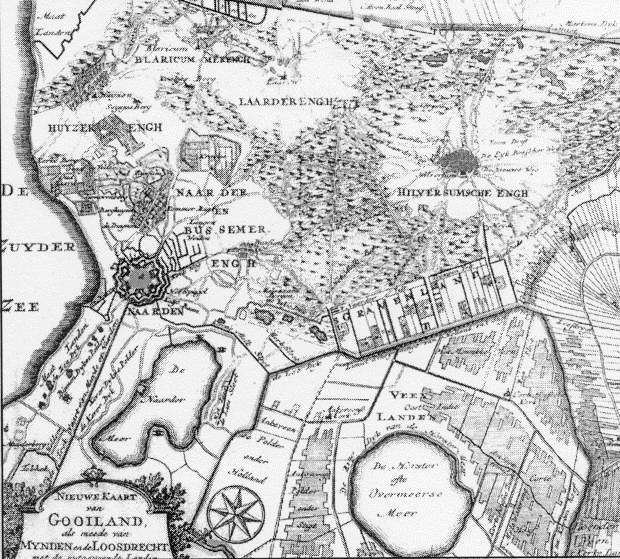
Mappa storica di Het Gooi

Il territorio conobbe un massiccio insediamento umano circa 4.700 anni fa: si trattava di una popolazione dedita prevalentemente all'agricoltura.
La regione è menzionata nel 968 con il nome Naerdiclant o Nardingerland, termine che deriva da un insediamento nello Zuiderzee.
Il territorio rimase così per oltre 300 anni sotto il controllo delle badesse di Elten, segnatamente fino al 1280, anno cui le proprietarie furono costrette a cederlo dopo una disputa a Fiorenzo V d'Olanda. A partire da quel periodo, il territorio iniziò ad essere chiamato Gooi.
Nel 1351, il Gooi rappresentò il confine tra la provincia dell'Olanda Settentrionale e la provincia di Utrecht.
Nel 1609, divenne balivo del Gooiland Pieter Corneliszoon Hooft.
Nel 1719, il confine del Gooi con la provincia di Utrecht fu rimarcato per mezzo di 23 piloni di pietra.
Nel gennaio 1795, il territorio di Gooi fu raggiunto dai Francesi, che vennero salutati come liberatori.

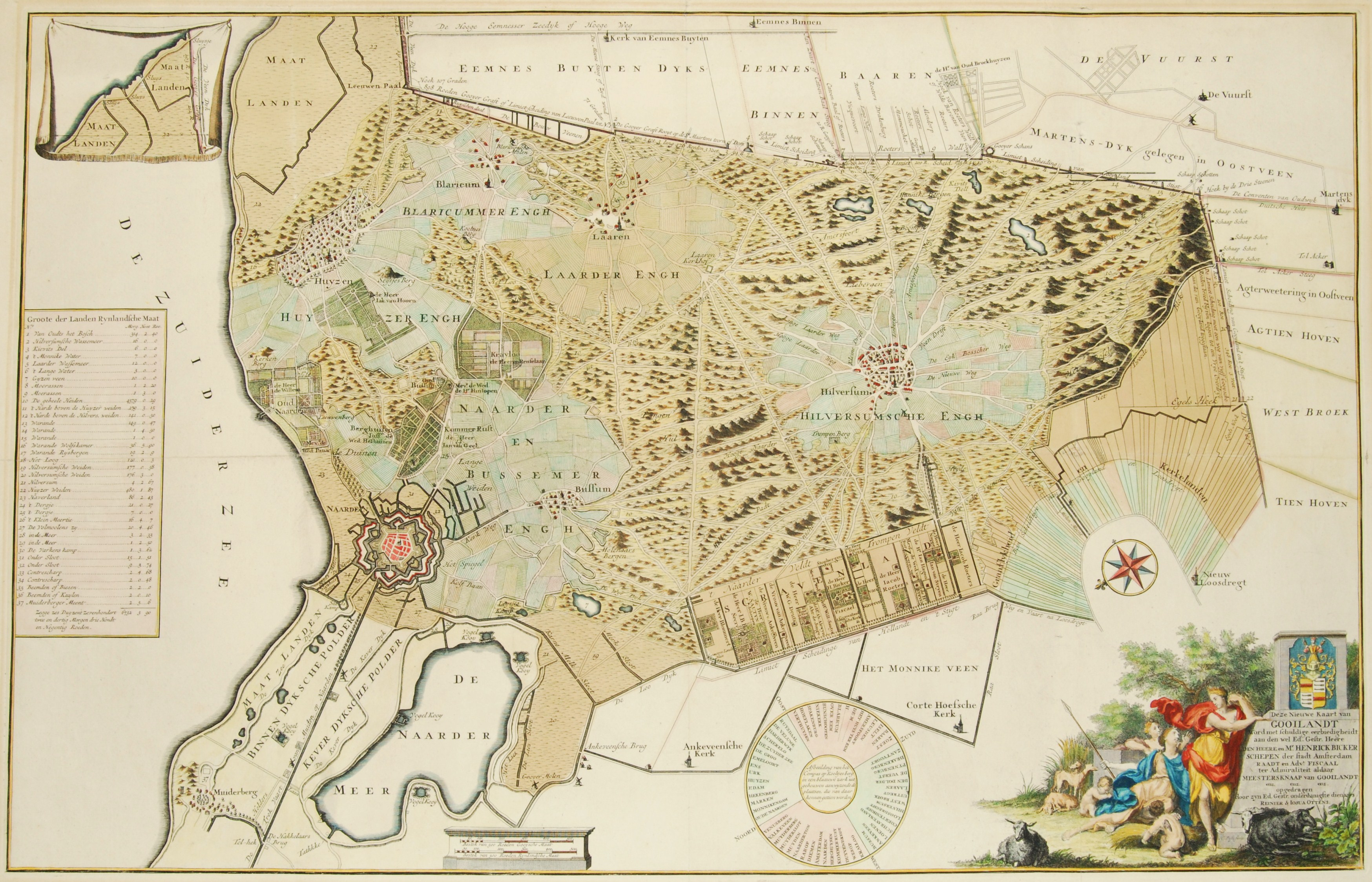
Mappa della regione di Gooi del 1725-1747

Nel 1925, il confine del Gooi con la provincia di Utrecht fu ulteriormente rimarcato da piloni di pietra su progetto del prof. A.W.H. Odé.

## Luoghi d'interesse
- Geologisch Museum Hofland, a Laren (museo dedicato alla geologia e alla preistoria della regione di Gooi)[1]